# Fran Krapež
Fran Krapež (tudi Krapeš), slovenski mecen in lastnik kavarne v Ljubljani, * 1. januar 1864, Otlica, † 11. april 1935, Ljubljana.

## Življenje in delo
Rodil se je očetu kmetu Jožefu in materi Mariji. V Gradcu se je izučil za čevljarja. Kasneje se je posvetil gostinstvu. Na Kongresnem trgu v Ljubljani je imel prvo kavarno s slovenskim napisom (Narodna kavarna - National caffe), kot protiutež nemški Kazini pa je 1898 na Dvornem trgu odprl Narodno kavarno, ki jo je opremil arhitekt Ivan Jager, z njo pa sta bili leta 1903 združeni še restavracija Zlatorog in delikatesna trgovina. Med 1. svetovno vojno je organiziral vlak, ki je lačnim Ljubljančanom iz Vojvodine pripeljal hrano. Leta 1921 je prenovil in dogradil prostore nekdanje nemške Kazine ter ustanovil gostinsko podjetje Zvezda s kletjo, kavarno, verando restavracijo z vrtom in prostori za družabne dejavnosti. Bil je tudi ustanovitelj gostilničarske nadaljevalne šole, bolniške blagajne  gostilničarjev, soustanovitelj sokolskega jezdnega  odseka in pobudnik ustanovitve gostilniškega doma. Podpiral pa je tudi številne reveže in dijake ter pomagal študentom, ki so študirali v Pragi. Leta 1933 je postal častni meščan Ljubljane.